# Axiopsis habereri
Axiopsis habereri är en kräftdjursart som först beskrevs av Heinrich Balss 1913.  Axiopsis habereri ingår i släktet Axiopsis och familjen Axiidae. Inga underarter finns listade i Catalogue of Life.